# Mensajera del Amór
Mensajera del Amór —en inglés: A Messenger of Love— es el álbum de estudio debut de la cantante estadounidense Myra, en ese entonces conocida como Myra Caról. Antes de que Myra fuera firmada por Walt Disney Records y comenzará su aparición el mercado del pop estuvo cantando música mariachi. La lista de canciones de Mensajera del Amór incluye cover de clásicos famosos de Mariachi. Uno de ellos es «Volver, Volver» interpretado originalmente por Vicente Fernández.

## Lista de canciones
1. Mensajera del Amór (A Messenger of Love)
2. Michoacán
3. La Vida Del Huerfanito (The Life of the Orphan)
4. Volver, Volver (Return, Return)
5. Barrio Humilde (Humble Neighborhood)
6. Amór Eterno (Eternal Love)
7. Consejos de Una Niña (Advice from a Girl)
8. Amór de Los Dos (A Love for Two)
9. Bella Infancia (Beautiful Childhood)
10. Gracias (Thank You)